# Cerastium szowitsii
Cerastium szowitsii är en nejlikväxtart som beskrevs av Pierre Edmond Boissier. Cerastium szowitsii ingår i släktet arvar, och familjen nejlikväxter. Inga underarter finns listade i Catalogue of Life.